# 張芫芬
張芫芬（1912年8月8日—1971年2月12日），中國共產黨黨員，江蘇省東台縣栟茶人，馬公中學教員，因受史與為案牽連被判處死刑，1971年2月12日槍決於台北。

## 生平
張芫芬，1912年生，江蘇省東台縣栟茶人，1940年新四軍一師進駐栟茶，在東台縣建立抗日民主政府，司令部設在史與為家，張芫芬任東台縣滸澪鎮長，並兼任滸澪小學校長。協助新四軍徵收公糧及推行二五減租。
1942年張芫芬經林月波介紹加入中國共產黨，為了不願意加入汪精衛政權的南京國民政府，張芫芬躲避於鄉間，直到戰爭結束。
1949年5月，中共華東局派遣史與為、郭子猷、張芫芬等赴台發展組織，張芫芬來台後先在桃園從事養殖，蔡文仲曾在桃園與之共事，之後蔡文仲任國民黨中漁公司黨部幹事，張芫芬則到澎湖馬公中學任教。
史與為來台後，透過郭子猷介紹進入調查局工作。1958年調查局以郭子猷涉有匪嫌而將郭子猷逮捕，史與為設法庇護，使調查局將郭子猷的匪嫌案註銷。1964年史與為調為司法行政部調查局薦任七級專員，4月間調查局在偵辦“繆礦珍匪嫌案”時，林希鵬偶然發現史與為「在其家鄉陷匪期間有為匪工作情事」而展開調查，隨著史與為入獄，張芫芬與郭子猷、郭子淵、蔡竹安、徐紫亭、蔡文仲六人先後被捕並判處死刑。1971年2月12日，張芫芬與蔡竹安、徐紫亭、蔡文仲一同槍決於台北。

## 紀念
趙鵬山是史與為的姊夫，介紹史與為加入中國共產黨，輾轉的得知史與為遇害的事，將史與為與張芫芬等眾人在大陸入黨與潛伏台灣的情形告知女兒趙衛平，向國家申請追認烈士，如東縣志將七位烈士事蹟記入史冊之中。
2013年10月 北京西山國家森林公園的無名英雄廣場上立有無名英雄紀念碑，為紀念來台灣在1950年代被處決「隱避戰線烈士」而設立，張芫芬銘刻於紀念碑上。

## 平反
2019年5月30日，促進轉型正義委員會第四批平反，依據促轉會第23次、第24次、第26次委員會議決議，撤銷受難者徐維琛君等2006人之刑事有罪判決暨其刑，其中(57)更字第 15 號及(59)勁需字第 5325 號，有關張芫芬意圖以非法之方法顛覆政府而著手實行之有罪判決暨其刑及沒收之宣告正式撤銷